# Por Que Você Veio Morar Aqui?
Por Que Você Veio Morar Aqui? é um filme documentário brasileiro de 2009 produzido e dirigido por Paulo Leão. Este foi o primeiro trabalho realizado pela sua produtora, a OlharFilmes/Samsara Film.

## Sinopse
Por Que Você Veio Morar Aqui teve início de sua produção no ano de 2006, quando percorreu diversas cidades entrevistando pessoas oriundas de outras localidades, na tentativa de esclarecer os motivos que levam as pessoas a se mudarem.
Durante seus 46 minutos de duração, o documentário tenta mostrar um mini painel do trânsito de pessoas, neste caso, no estado de Minas Gerais.

## Entrevistas
Os entrevistados são pessoas comuns do povo brasileiro.
A exceção foi, em São Thomé das Letras, o cantor Ventania.
Neste documentário Paulo Leão coloca em pauta, através da pergunta que dá título a 'Por Que Você Veio Morar Aqui?', outra questão de foro absolutamente íntimo... cujas respostas serão sempre incomuns, pois pessoais e intransferíveis.
(Longas e Médias Contemporâneos, Eduardo Valente).

## Lançamento e carreira
Por Que Você Veio Morar Aqui teve a sua estreia na Mostra CineBH2009 Brasil-França.
Participou também de outras mostras de cinema e de exibição no circuito da Ascine - Associação de Cineclubes do Rio de Janeiro, sendo posteriormente comercializado em DVD e direcionado para plataformas de streamming.